# Olga Sehnalová
Olga Sehnalová (* 25. října 1968 Kroměříž) je česká lékařka a sociálně-demokratická politička, v letech 2009 až 2019 poslankyně Evropského parlamentu. V Evropském parlamentu se věnovala především ochraně spotřebitelů, zasazovala se o řešení tzv. dvojí kvality značkových výrobků. Díky tomu ji také prestižní bruselský zpravodajský server Politico.eu zařadil za Českou republiku do přehledu osobností, které v roce 2018 nejvíce ovlivní veřejnou debatu v Evropě a zasáhnou do mezinárodního dění. V letech 2008 až 2012 a opět 2020 až 2024 zastupitelka Zlínského kraje, od roku 2020 navíc náměstkyně hejtmana.
Její matka Ing. Olga Sehnalová byla v letech 1996–2002 členkou PSP ČR za ČSSD.

## Biografie
Vystudovala Lékařskou fakultu Masarykovy Univerzity v Brně, během studia strávila dva roky na stáži ve Spojených státech amerických na University of Utah v Salt Lake City, kde se zapojila do výzkumu v oblasti biomedicínského inženýrství. V roce 2005 získala také titul MBA studiem na Brno Business School - Nottingham Trent University.
Od dokončení studia pracovala lékařka na anesteziologicko-resuscitačním oddělení v nemocnici v Kroměříži. V letech 1998, 2002, 2006 a 2010 byla zvolena členkou Zastupitelstva města Kroměříže a v letech 1998-2009 byla místostarostkou města. Post zastupitelky města obhájila i v komunálních volbách v roce 2014, když původně figurovala na 6. místě kandidátky ČSSD, ale vlivem preferenčních hlasů skončila první (strana přitom ve městě získala 4 mandáty). Také ve volbách v roce 2018 obhájila mandát zastupitelky města. Původně byla na 3. místě kandidátky, vlivem preferenčních hlasů však skončila první (strana ve městě získala dva mandáty). V komunálních volbách v roce 2022 znovu kandidovala do zastupitelstva Kroměříže, tentokrát z posledního 27. místa kandidátky subjektu „ČSSD a nezávislé osobnosti“. Vlivem preferenčních hlasů však skončila druhá a mandát zastupitelky tak obhájila.
V letech 2008 až 2012 byla krajskou zastupitelkou za ČSSD ve Zlínském kraji. Koncem listopadu 2012 se přihlásila na výzvu Jana Čulíka a nabídla spolupráci na řešení problému "Řádění exekutorů v ČR".

### Kandidatury do Evropského parlamentu (2009, 2014)
V červnu 2009 byla zvolena poslankyní Evropského parlamentu, kde začala pracovat ve Výboru pro dopravu a cestovní ruch a ve Výboru pro vnitřní trh a ochranu spotřebitelů. Ve volbách do Evropského parlamentu v roce 2014 kandidovala za ČSSD na 2. místě její kandidátky a byla s počtem 10 955 preferenčních hlasů znovuzvolena. V obou obdobích byla členkou frakce Progresivní aliance socialistů a demokratů v Evropském parlamentu.

### Politická témata
Působí ve Výboru pro vnitřní trh a ochranu spotřebitelů (IMCO), ve Výboru pro dopravu a cestovní ruch (TRAN), ve svém druhém volebním období pracovala také Vyšetřovacím výboru pro měření emisí v automobilovém průmyslu (EMIS), který vznikl v návaznosti na kauzu Dieselgate. Je také místopředsedkyní Delegace Evropského parlamentu pro vztahy s Izraelem. Dlouhodobě se věnuje též ochraně práv osob s postižením, v prosinci 2016 byla zvolena předsedkyní Meziskupiny Evropského parlamentu pro práva osob s postižením.
V Kroměříži od roku 2010 pořádá tzv. Evropské dny - týdenní festival věnovaný kultuře země, která právě předsedá Radě EU. Za jejich pořádání v březnu 2017 získala ocenění MEP Award 2017 v kategorii "Kultura, vzdělání a sport".
Věnuje se snižování počtu úmrtí a vážných zranění na evropských silnicích. Jako hlavní zpravodajka za Evropský parlament vyjednávala zavedení systému veřejného tísňového volání eCall do aut. Tento bezpečnostní systém v případě vážné nehody automaticky vytáčí jednotné evropské číslo tísňového volání 112 a záchranným složkám okamžitě oznamuje přesnou polohu havarovaného vozu. Okamžité upozornění na nehodu a znalost přesné polohy místa nehody zkracuje dobu nezbytnou k poskytnutí účinné pomoci o 50% mimo město a o 40 % ve městech. Díky této časové úspoře se očekává, že systém eCall zachrání v Evropské unii každý rok až 2 500 lidských životů a sníží závažné následky u desítek tisíců zraněných. Od 31. března 2018 jím jsou postupně vybavovány všechny nové modely osobních automobilů a lehkých užitkových vozidel.
V roce 2018 za sociální demokraty v Evropském parlamentu vyjednává obsah nařízení, které má rozšířit bezpečnostní výbavu vozidel.
Jako jedna ze dvou zástupců Evropského parlamentu byla díky své práci v roce 2017 přizvána i do nejužšího vedení celosvětové skupiny poslanců bojujících za zvýšení bezpečnosti silničního provozu Global Network for Road Safety Legislators, kterou založila WHO. Připojila se i k Manifestu #4RoadSafety, který je celosvětovou výzvou poslancům a poslankyním všech parlamentů k přijetí opatření k zásadnímu snížení počtu úmrtí v důsledku dopravních nehod.
V Evropském parlamentu vedla za sociální demokraty jednání o legislativních požadavcích na přístupnost výrobků a služeb pro lidi se zdravotním postižením. Takzvaný Evropský akt přístupnosti by jim měl umožnit využívat širokou škálu produktů a služeb, jako jsou počítačová nebo telefonní zařízení, samoobslužné terminály a řada on-line a offline služeb včetně dopravy, bankovních služeb nebo elektronického obchodu.

### Hodnocení europoslankyně O. Sehnalové (dle think-tanku Evropské hodnoty)
Dle vydané zprávy výše uvedeného think-tanku, která se vztahuje na období před následujícími volbami do Evropského parlamentu (2014) vyplývá následující:
1. Docházka - obsadila 5. místo z celkových 22 českých europoslanců,
2. Účast na jmenovitých hlasování českých europoslanců - obsadila 6. místo z celkových 22 českých europoslanců,
3. Zprávy předložené zpravodajem českými europoslanci - obsadila 4. místo z celkových 22 českých europoslanců,
4. Stanoviska předložená českými europoslanci - obsadila 3.-5. místo z celkových 22 českých europoslanců,
5. Pozměňovací návrhy českých europoslanců - obsadila 4. místo z celkových 22 českých europoslanců,
6. Parlamentní otázky českých europoslanců - obsadila 4. místo z celkových 22 českých europoslanců,
7. Písemná prohlášení českých europoslanců - obsadila 6.-22. místo z celkových 22 českých europoslanců,
8. Návrhy usnesení českých europoslanců - obsadila 9. místo z celkových 22 českých europoslanců,
9. Vystoupení na plenárním zasedání českých europoslanců - obsadila 5. místo z celkových 22 českých europoslanců.

### Volby do Evropského parlamentu v roce 2019
Ve volbách do Evropského parlamentu v květnu 2019 mandát europoslankyně obhajovala a kandidovala na 2. místě kandidátky ČSSD. Získala sice 10 872 preferenčních hlasů, ale strana jako celek obdržela pouze 3,95 % hlasů. Jako europoslankyně tak skončila. Po volbách z ČSSD odešla.

### Politické působení po odchodu z Evropského parlamentu
V krajských volbách v roce 2020 byla z pozice nestraníka za ČSSD lídryní společné kandidátky ČSSD a Zelených ve Zlínském kraji. Mandát krajské zastupitelky se jí podařilo získat. Dne 10. listopadu 2020 se navíc stala náměstkyní hejtmana Zlínského kraje pro zdravotnictví.
Ve volbách do Senátu PČR v roce 2022 kandidovala jako nestraník za ČSSD v obvodu č. 76 – Kroměříž. Se ziskem 17,02 % hlasů se umístila na předposledním 5. místě a do druhého kola volby tak nepostoupila.
V krajských volbách v září 2024 kandidovala z pozice nestraničky za SOCDEM jako lídryně kandidátky do Zastupitelstva Zlínského kraje. Kandidátku podpořili také Zelení. Subjekt však získal pouze 2,79 % hlasů, mandát krajské zastupitelky tak neobhájila.